# Titularbistum Mathara in Proconsulari
Mathara in Proconsulari (ital.: Matara di Proconsolare) ist ein Titularbistum der römisch-katholischen Kirche.
Es geht zurück auf einen untergegangenen Bischofssitz in der gleichnamigen antiken Stadt, die in der römischen Provinz Africa proconsularis (heute nördliches Tunesien) lag. Der Bischofssitz war der Kirchenprovinz Karthago zugeordnet.
| Titularbischöfe von Mathara in Proconsulari |                                            | |                  |                  |
| Nr.                                         | Name                                       | Amt | von              | bis              |
| 1                                           | Mathurin Guillemé MAfr                     | Apostolischer Vikar von Nyassa (Njassaland)                                                                                              | 24. Februar 1911 | 7. April 1942    |
| 2                                           | Laurent-François Déprimoz MAfr             | Apostolischer Koadjutorvikar des Apostolischen Vikariats Ruanda, Apostolischer Vikar von Ruanda Apostolischer Vikar von Kabgayi (Ruanda) | 12. Januar 1943  | 5. April 1962    |
| 3                                           | Raymond Ndudi Raymond (Nianga-Nzita) Ndudi | Weihbischof in Boma (Demokratische Republik Kongo)                                                                                       | 2. Juli 1962     | 9. Februar 1967  |
| 4                                           | Ramón Daumal Serra                         | Weihbischof in Barcelona (Spanien) | 22. Oktober 1961 | 10. Februar 2008 |
| 5                                           | William Joseph Justice                     | Weihbischof in San Francisco (USA) | 10. April 2008   |                  |